# Naranjas de Villa Clara
Cet article concerne le club de baseball cubain. Pour les autres significations, voir Villa Clara.
Pour les articles homonymes, voir Naranja.
Uniformes
Naranjas de Villa Clara est un club cubain de baseball évoluant en championnat de Cuba de baseball. Fondé en 1961, le club basé à Santa Clara, dispute ses matchs à domicile à l'Estadio Augusto César Sandino, enceinte de 18 000 places assises.

## Palmarès
- Champion de Cuba : 1983, 1993, 1994, 1995.
- Vice-champion de Cuba : 1979, 1980, 1981, 1996, 1997, 2003, 2004, 2009, 2010.

## Trophées et honneurs individuels
MVP de la saison
- 1995. Amado Zamora
- 1998. Oscar Machado